# جاكوب سورينسن (لاعب كرة قدم)
جاكوب سورينسن (3 مارس 1998 - ) هو لاعب كرة قدم دانمركي في مركز الوسط. لعب مع نادي إيسبيرغ.

## وصلات خارجية
- جاكوب سورينسن (لاعب كرة قدم) على موقع قاعدة بيانات كرة القدم.إي يو (الإنجليزية)
- جاكوب سورينسن (لاعب كرة قدم) على موقع بيانات كرة القدم. دي إي (الألمانية)
- جاكوب سورينسن (لاعب كرة قدم) على موقع Soccerbase.com (لاعب) (الإنجليزية)
- جاكوب سورينسن (لاعب كرة قدم) على موقع Soccerway.com (الإنجليزية)
- جاكوب سورينسن (لاعب كرة قدم) على موقع عالم كرة القدم.نت (الإنجليزية)